# Abrostola pardoi
Abrostola pardoi är en fjärilsart som beskrevs av Ramon Agenjo Cecilia 1976. Abrostola pardoi ingår i släktet Abrostola och familjen nattflyn. Inga underarter finns listade i Catalogue of Life.